# Grube (Holsten)
 For alternative betydninger, se Grube. (Se også artikler, som begynder med Grube)
Grube er en by og kommune i det nordlige Tyskland, beliggende under Kreis Østholsten i delstaten Slesvig-Holsten.

## Geografi
Grube ligger i Wagrien omkring 18 km nordøst for Neustadt, omkring 12 km (luftlinje) sydøst for Oldenburg og syd for østenden af Oldenburger Graben. Kommunen ligger ved østersøkysten og har med Rosenfelder Strand en 2,5 km lang naturstrand ved Lübeck Bugt. Naturen ved Oldenburger Graben mellem Lübeck- og Hohwachter Bucht er et område præget af moser og vådområder.
I kommunen ligger ud over Grube, landsbyerne og bebyggelserne Gruberdieken, Gruber Fähre, Gruberfelde, Gruberhagen, Konzerberg, Muchelsdorf, Rosenfelde, Rosenhof, Schusterkrug, Siggeneben og Weberkamp.